# Long Island Medium
Long Island Medium er en amerikansk reality tv-serie på TLC, Der debuterede den 25. september 2011. Serien har base i Hicksville, New York, seriens hovedperson er Theresa Caputo, som hævder at være et medium, der kan kommunikere med de afdøde. Serien følger hendes liv, som hun jonglerer klienter og hendes familie.
Serien sendes på TLC i Danmark

## Episoder
| Sæson | Sæson | Episoder | Sæson Premiere     | Sæson Finale      |
| ----- | ----- | -------- | ------------------ | ----------------- |
|       | 1     | 9        | 25. september 2011 | 6. november 2011  |
|       | 2     | 14       | 25. marts 2012     | 6. maj 2012       |
|       | 3     | 17       | 9. september 2012  | 4. november 2012  |
|       | 4     | 30       | 12. maj 2013       | 22. december 2013 |
|       | 5     | 18       | 9. marts 2014      | 18. maj 2014      |
|       | 6     | TBA      | 3. august 2014     | TBA               |